# خنفساء المسك
خنفساء المسك أو أرُوميه مسكية أو قَرَنْبَى مسكية أو أروميا (الاسم العلمي: Aromia moschata)، خنفساء أوراسية من فصيلة خنافس طويلة القرون. سُميت بالمسك بسبب
إفرازها رائحة مسكية عند شعورها بالخطر.
لها غدد عطرية في حرقفة كلتا الرجلين الخلفيتين. لونها مسكي. يرقاتها تهاجم أشجار الصفصاف ونحوه
فنتخر سوقها.

## النويعات[3]
- Aromia moschata ambrosiaca Steven & Sherman, 1809
- Aromia moschata cruenta Bogatschev, 1962
- Aromia moschata jankovskyi Danilevsky, 2007
- Aromia m. moschata (كارولوس لينيوس, 1758)
- Aromia moschata orientalis Plavilstshikov, 1932
- Aromia moschata sumbarensis Danilevsky, 2007
- Aromia moschata vetusta Jankovsky, 1934